# نان نخودچی
نان نخودچی یکی از شیرینی‌های سنتی ایرانی است.

## ماندگاری شیرینی نخودچی
این شیرینی سنتی از ماندگاری نسبتاً بالایی برخوردار است و شما می‌توانید آن را به مدت ۲ تا ۳ هفته در دمای محیط نگهداری کنید. عمر این شیرینی در یخچال حدوداً ۲ ماه است.

## مواد لازم برای شیرینی نخودچی
برای درست کردن شیرینی نخودچی به روغن جامد یا کره ای که دوغش گرفته شده باشد، پودر هل، پودر قند، آرد نخودچی باکیفیت، پودر پسته، زعفران دم کرده و کمی آرد شیرینی پزی نیاز دارید.